# Battaglia di Vauchamps
La battaglia di Vauchamps fu l'ultimo combattimento di quella che viene chiamata "campagna dei Sei Giorni" durante la guerra della sesta coalizione. Esso ebbe luogo il 14 di febbraio del 1814 a Vauchamps, e si concluse con la vittoria dei 18 000 francesi sotto il comando di Napoleone Bonaparte contro 22 000 russi e prussiani del feldmaresciallo Gebhard von Blücher.

## Antefatti
L'11 febbraio Napoleone aveva conseguito una brillante vittoria nella battaglia di Montmirail e si era preoccupato di inseguire i russi di Fabian Osten-Sacken e Ludwig Yorck von Wartenburg verso Château-Thierry, dove il maresciallo Alexandre MacDonald avrebbe dovuto attenderli e sgominarli definitivamente, tagliando loro la ritirata verso la Marna. MacDonald giunse tuttavia in grave ritardo e riuscì a dare battaglia solo alle ultime retroguardie del corpo d'armata alleato in fuga, senza poter impedire che il grosso attraversasse il fiume distruggendo i ponti.
Napoleone decise quindi di rivolgere la sua attenzione al fronte della Senna, dove l'armata austriaca del feldmaresciallo Karl Philipp Schwarzenberg stava puntando su Parigi, iniziando a spostare la sua armata in quella direzione. Nel frattempo, tuttavia, il feldmaresciallo Gebhard von Blücher si stava dirigendo rapidamente in soccorso dei suoi subordinati con i corpi d'armata del prussiano Kleist e del russo Kaptzevič, forti di 22 000 uomini; l'intenzione di Blücher era quella di piombare sulla retroguardia delle forze di Napoleone, rappresentata dal corpo d'armata del maresciallo Auguste Marmont, attestata a Vertus. Napoleone fu tuttavia informato della mossa del nemico e corse in appoggio di Marmont con la Guardia imperiale e la divisione di cavalleria del generale Emmanuel de Grouchy.

## La battaglia
Marmont si ritirò in ordine e il mattino del 14 febbraio tese una trappola al feldmaresciallo prussiano, invitandolo praticamente all'attacco: Blücher abboccò, ma mentre le truppe russo-prussiane attaccavano quelle di Marmont la cavalleria di Grouchy piombò sul loro fianco destro, pressoché distruggendo la divisione prussiana del generale Hans Ernst Karl von Zieten. Preso alla sprovvista, e con le prime avanguardie della Guardia imperiale francese che facevano la loro comparsa sul campo di battaglia, Blücher ordinò una ritirata generale in direzione di Châlons-en-Champagne.
Napoleone lanciò all'inseguimento del nemico in fuga la cavalleria di Grouchy che, grazie alla sua maggiore velocità, riuscì a precedere le forze di Blücher raggiungendo Champaubert. Ne seguì un altro duro scontro ma i francesi, carenti di artiglieria perché non era possibile muovere i cannoni lungo le strade ridotte a pantani di fango dalle nevicate, non riuscirono a intrappolare le forze russo-prussiane, che alla fine riuscirono a districarsi da una brutta situazione e a continuare la loro ritirata.
Alla fine della battaglia i coalizzati persero 7 000 uomini e 16 cannoni, mentre i francesi contarono nelle loro file solo 600 perdite.

## Conseguenze
La battaglia di Vauchamp segna convenzionalmente la fine della cosiddetta campagna dei sei giorni, una campagna nella quale Napoleone pareva ritornato ai fasti guerrieri dei tempi migliori. Il brillante agire del condottiero francese, in situazione di grande debolezza di uomini e mezzi, galvanizzò i suoi seguaci, costituì una dura lezione per l'orgoglioso Blücher e rese ancor più titubante il comandante dell'altra grande armata alleata, l'austriaco Schwarzenberg. Tuttavia la superiorità numerica del nemico, insieme alla sua determinazione di annientare Napoleone, avrebbe infine avuto la meglio.